# Río Rubens
El río Rubens es un curso de agua que nace al este del seno Última Esperanza en la Región de Magallanes, Chile y fluye con dirección general NE, cruza la frontera internacional hacia la Provincia de Santa Cruz (Argentina), Argentina, para desembocar en el río Penitente.

## Trayecto
El río Rubens nace en la cordillera Aníbal Pinto (al este del Seno de Última Esperanza) de una red de drenaje y desagua también una pequeña laguna. Recibe a su derecha aguas del estero El Cachimba y sigue un curso NE hasta cruzar la frontera Chile-Argentina y continua hacia el este unos 14 km y torna entonces hacia el norte para fluir en el río Penitente del cual es su mayor tributario. En total hace un recorrido de 75 km.
Niemeyer llama a la confluencia del Rubens y el Penitente inicio del río Gallegos. Otros autores consideran la confluencia del río Turbio y un riachuelo proveniente de la laguna Cóndor como inicio del Gallegos.

## Caudal y régimen
Los ríos Rubens, Penitente, Grande (Isla Riesco), San Juan de la Posesión y el Grande de Tierra del Fuego tienen un régimen pluvio-nival, con un peak entre abril y julio, y otro a comienzos de la primavera.: 10 

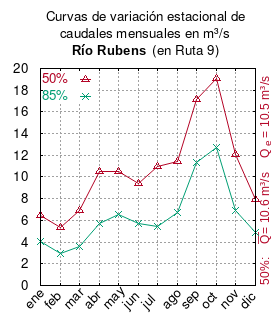
Curvas de variación estacional del río Rubens en la Ruta 9.

El caudal del río (en un lugar fijo) varía en el tiempo, por lo que existen varias formas de representarlo. Una de ellas son las curvas de variación estacional que, tras largos periodos de mediciones, predicen estadísticamente el caudal mínimo que lleva el río con una probabilidad dada, llamada probabilidad de excedencia. La curva de color rojo ocre (con {\displaystyle {\color {Red}\vartriangle }}) muestra los caudales mensuales con probabilidad de excedencia de un 50%. Esto quiere decir que ese mes se han medido igual cantidad de caudales mayores que caudales menores a esa cantidad. Eso es la mediana (estadística), que se denota Qe, de la serie de caudales de ese mes. La media (estadística) es el promedio matemático de los caudales de ese mes y se denota {\displaystyle {\overline {Q}}}. 
Una vez calculados para cada mes, ambos valores son calculados para todo el año y pueden ser leídos en la columna vertical al lado derecho del diagrama. El significado de la probabilidad de excedencia del 5% es que, estadísticamente, el caudal es mayor solo una vez cada 20 años, el de 10% una vez cada 10 años, el de 20% una vez cada 5 años, el de 85% quince veces cada 16 años y la de 95% diecisiete veces cada 18 años. Dicho de otra forma, el 5% es el caudal de años extremadamente lluviosos, el 95% es el caudal de años extremadamente secos. De la estación de las crecidas puede deducirse si el caudal depende de las lluvias (mayo-julio) o del derretimiento de las nieves (septiembre-enero).

## Historia
Luis Risopatrón lo describe brevemente en su Diccionario Jeográfico de Chile de 1924:
Rubens (Rio). 52° 00' 71° 55' Corre hacia el N E entre cerros cubiertos de bosques, es cortado por la línea de límites con la Arjentina i afluye al rio Gallegos. 122, p. 69 i 82; i 134.